# کوین یان
کوین یان (انگلیسی: Kévin Yann؛ زادهٔ ۱۱ سپتامبر ۱۹۸۹) بازیکن فوتبال اهل فرانسه است که در پست هافبک بازی می‌کرد.